# Saint-Germain-de-Longue-Chaume

Saint-Germain-de-Longue-Chaume este o comună în departamentul Deux-Sèvres, Franța. În 2009 avea o populație de 394 de locuitori.